# دی دونک
دی دونک (به هلندی: De Donk) یک منطقهٔ مسکونی در هلند است که در مولن‌وارد واقع شده‌است.